# Фермаунт (Северна Дакота)
Фермаунт (енгл. Fairmount) град је у америчкој савезној држави Северна Дакота.

## Демографија
По попису из 2010. године број становника је 367, што је 39 (-9,6%) становника мање него 2000. године.
| Група             | 2000.       | 2010.       |
| Белци             | 379 (93,3%) | 344 (93,7%) |
| Афроамериканци    | 0 (0,0%)    | 1 (0,3%)    |
| Азијати           | 0 (0,0%)    | 1 (0,3%)    |
| Хиспаноамериканци | 10 (2,5%)   | 10 (2,7%)   |
| Укупно            | 406         | 367         |